# Guerra das Galáxias
The Super Dimension Fortress Macross (超時空要塞マクロス ou Choujiku Yousai Macross em japonês) é uma série de animação. De acordo com o criador, Shoji Kawamori, "…O enredo se desenvolve sob um triângulo amoroso, com uma guerra galática no plano de fundo, durante a primeira guerra alienígena-humana na história…".
Macross é considerado um clássico no mundo todo pelo fato de combinar elementos de mecha (robôs gigantes) com aeronaves, batalhas apocalípticas, romances em tempos de guerra e vitórias por meios não convencionais. O design bélico é feito por Kazutaka Miyatake e Kawamori (ambos dos estúdios Studio Nue), e personagens por Haruhiko Mikimoto. Somando a isso, Macross lançou no mercado o primeiro ídolo virtual, Lynn Minmay, com sua voz dublada por Mari Iijima, o que a transformou instantanemante numa celebridade.
A maioria da animação (com o conteúdo e os diálogos alterados) foi adaptado fora do Japão para a primeira temporada de Robotech, que pode ser considerada uma serie totalmente diferente da original japonesa.

## Enredo
Em 1999 uma nave de origem extraterrestre cai em uma ilha do Pacífico Sul chamada South Ataria. Os países da Terra, que naquele momento estão envoltos em uma violenta Guerra Civil Global, entram em um acordo para formar um Governo da Terra Unida para organizar a defesa mundial frente a uma possível ataque extraterrestre. Este governo decide restaurar a nave extraterrestre, conhecida agora como SDF-1 (Super Dimension Fortress - 1) Macross, e colocá-la a serviço como nave integrante da frota terrestre.
Dez anos depois, a SDF-1 está pronta para voar quando uma frota pertencente a uma raça extraterrestre de gigantes chamada Zentraedi chega a Terra atrás da nave pertencente a uma "raça" inimiga, a do Exército de Supervisão. Após um disparo automatico do canhão principal, realizado pelo sistema de defesa da SDF-1, contra a frota Zentraedi, se inicia um combate entre as forças da Terra e os Zentraedi. Ficando sem alternativas de fuga, a SDF-1 usa o sistema de hiperpropulsão ("fold drive") e acidentalmente acaba levando consigo a ilha, juntamente com seus 60.000 habitantes (que estavam em abrigos de guerra isolados). Por um erro de cálculo, ao invés da SDF-1 ir para a órbita da Lua, ela vai parar próximo à órbita de Plutão. A série mostra a viagem da SDF-1 de volta a Terra, trazendo a bordo os civis da ilha Macross, que reconstruíram a cidade no interior da nave, fazendo com que a nave se chame SDF-1 Macross. Durante o regresso, a Macross é constantemente atacada pelas forças Zentraedi. Eventualmente a nave regressa a Terra,  mas antes se produz o primeiro contato entre os humanos e os Zentraedi quando estes tomam como prisioneiros Hikaru Ichijyo, Misa Hayase, Hayao Kakizake e Maximillian Jenius.
O Governo Mundial se nega a permitir o desembarque dos civis por motivos políticos, pois querem afirmar que a culpa do conflito é somente o SDF-1 Macross, pelo disparo inicial, e não o resto da Terra. Logo depois de uma devastadora batalha na Terra ordena-se que o SDF-1 abandone o planeta com os civis a bordo. Os Zentraedi, uma raça criada com o único propósito de causar guerra, sofrem um violento choque cultural ao observar e estudar os humanos, principalmente ao ouvirem as músicas cantadas por Lynn Minmay, choque o qual leva eventualmente a uma deserção em massa dos alienígenas e a um motim dentro de suas forças, que passa a se aliar ao SDF-1. Para evitar o caos, o líder supremo dos Zentraedi reúne toda sua frota (cinco milhões de naves de guerra) e bombardeiam a Terra, devastando-a e matando milhões de pessoas, destruindo 50% da população. Segue uma batalha apocalíptica entre o SDF-1 e seus aliados Zentraedi contra a nave principal inimiga a qual fica totalmente destruída, essa batalha só foi ganha devido o uso do choque cultural, enviando para toda a frota inimiga as músicas que até então nunca tinham ouvidas antes, deixando a maior parte dos Zentraedi imobilizados e com duvidas se a guerra era a unica coisa que eles poderiam fazer.
A série continua mostrando o duro processo de reconstrução do mundo depois da guerra, o desenrolar da história de amor e os problemas da convivência entre humanos e Zentraedi que desembocam em uma rebelião destes últimos. A história de Macross termina com a conclusão do triangulo amoroso (Hikaru Ichijo, Misa Hayase e Lynn Min Mey), onde Hikaru Ichijyo e Misa Hayase terminam juntos.
Os personagens principais são:
- Hikaru Ichijyo
- Lynn Minmay
- Misa Hayase

Os personagens secundários são:
- Capitão Bruno J. Global
- Roy Focker
- Maximilian Jenius
- Hayao Kakizaki
- Claudia LaSalle
- Lynn Kaifun
- Vanessa Laird
- Kim Kabirov
- Shammy Milliome
- Breetai
- Exedore
- Khyron
- Dolza
- Azonia
- Miriya Parino
- Rico, Bron y Konda

## Seiyu
- Lin Kaijun - Hirotaka Suzuoki